# Dipachystigma cushmani
Dipachystigma cushmani is een vliesvleugelig insect uit de familie Pteromalidae. De wetenschappelijke naam is voor het eerst geldig gepubliceerd in 1911 door Crawford.